# Pedro Cachín
Pedro Cachín (n. 12 aprilie 1995, Bell Ville⁠(d), Provincia Córdoba, Argentina) este un jucător profesionist argentinian de tenis. Cea mai bună clasare a sa la simplu este locul 48 mondial, în august 2023, iar la dublu locul 219 mondial, în mai 2022. În perioada de juniorat, el a fost locul 8, în decembrie 2013.